# Chiang Kai-shek
Chiang Kai-shek (Jiang Jieshi) (n. 31 octombrie 1887, Xikou⁠(d), Zhejiang⁠(d), Dinastia Qing – d. 5 aprilie 1975, Taipei, Taiwan) a fost un om politic chinez, președinte al guvernului național din Nanjing (1928-1949). Ca șef al Gomindanului - Kuomintang (formațiune politică naționalistă, primul partid politic chinez, după model occidental, fondat în 1921), a contribuit la unificarea Chinei.
A condus China Nationalistă în timpul celui de al doilea război mondial, representând o opoziție dură în fața Imperialismului Japonez. Acesta a discutat cu Prim-ministrul Britanic Winston Churchill și cu Președintele American Franklin D. Roosvelt în timpul Conferintei de la Teheran.
La finalul războiului, Forțele Comuniste conduse de Mao Zedong care până acum luptasera alături de Naționaliști împotriva Japoniei au pornit un război civil pentru a prelua puterea. După ce Comuniști au preluat puterea în China, formând o Republică Populară, Naționaliști sau retras în Insula Taiwan și Chiang a rămas președinte.